# الشاكرية (عين العرب)
الشاكرية  قرية سوريّة تتبع إداريّاً لمحافظة حلب منطقة عين العرب ناحية مركز شيوخ تحتاني، بلغ تعداد سكانها 670 نسمة حسب التعداد السكاني لعام 2004.